# 田中美沙
田中美沙（田中 美沙），是élf著名遊戲軟體《同級生》的女主角之一，外貌特徵為棕色單馬尾髮型。其受歡迎程度超越《同級生》第一女主角櫻木舞，於是在《同級生2》作為女主角之一出現，與《同級生2》女主角鳴澤唯一樣在十八禁遊戲系列中有極高的人氣，是十八禁動畫系列及十八禁遊戲系列的代表性人物之一。在《同級生》中是「先負學園」學生，在《同級生2》中是體育大學（官方未設定校名）二年級學生。PC Engine版聲優是小野寺麻理子，SEGA Saturn版、動畫版、OVA（十八禁）版、廣播劇版、《麻雀同級生》、《同級生麻雀》聲優是興梠美。
田中美沙屬於「運動型」的陽光美少女。此類美少女通常健康、明朗、強悍，男生們平時無法「趁虛而入」；當她遭受運動傷害時，「原本充滿活力的強悍美少女，變得柔弱、需要幫助」這種反差等於讓男主角有「英雄救美」的機會；所以她的人氣超越了櫻木舞，成為《同級生》與《同級生2》的「常駐」女主角。

## 個人資料
- 年齡:18歲(同級生)→20歲(同級生2)
- 生日:4月17日
- 血型:B型
- 身高:158cm(同級生)→159cm(同級生2)
- 三圍:B:79cm W:55cm H:80cm(同級生)/B:82cm W:55cm H:82cm(同級生Windows版)→B:83cm W:54cm H:83cm(同級生2)

## 背景

### 同級生時期
為「先負學園」的3年級生。

### 同級生2時期
為體育大學（官方未設定校名）的2年級生。

## 遊戲中的田中美沙
因為遊戲故事中是單一攻略一位女角，而OVA的故事則一整套故事攻略多位女角，所以故事中的情節會有所出入。
- 與主角做愛時，美沙被體內射精。
- 到1月7日時(結局)，當好感度升到一定程度的時候，美沙會主動向主角告白。
- 主角畢業後，美沙與主角結婚，更誕下一子。

## 動畫中的田中美沙
動畫系列與OVA系列的故事情節完全相同，但OVA系列會有十八禁的情節。
- 於第二章尾段首次登場，與遊戲情節一樣地撞倒主角。但撞倒的地方不是八十八車站，而是八十八學園門口。
- 第三章正式登場，開頭加插了美沙與男主角吵架的場面。
- 因為與主角比賽打網球輸给主角，在開始做愛時表明願意成為主角的性奴隸。